# Nurra

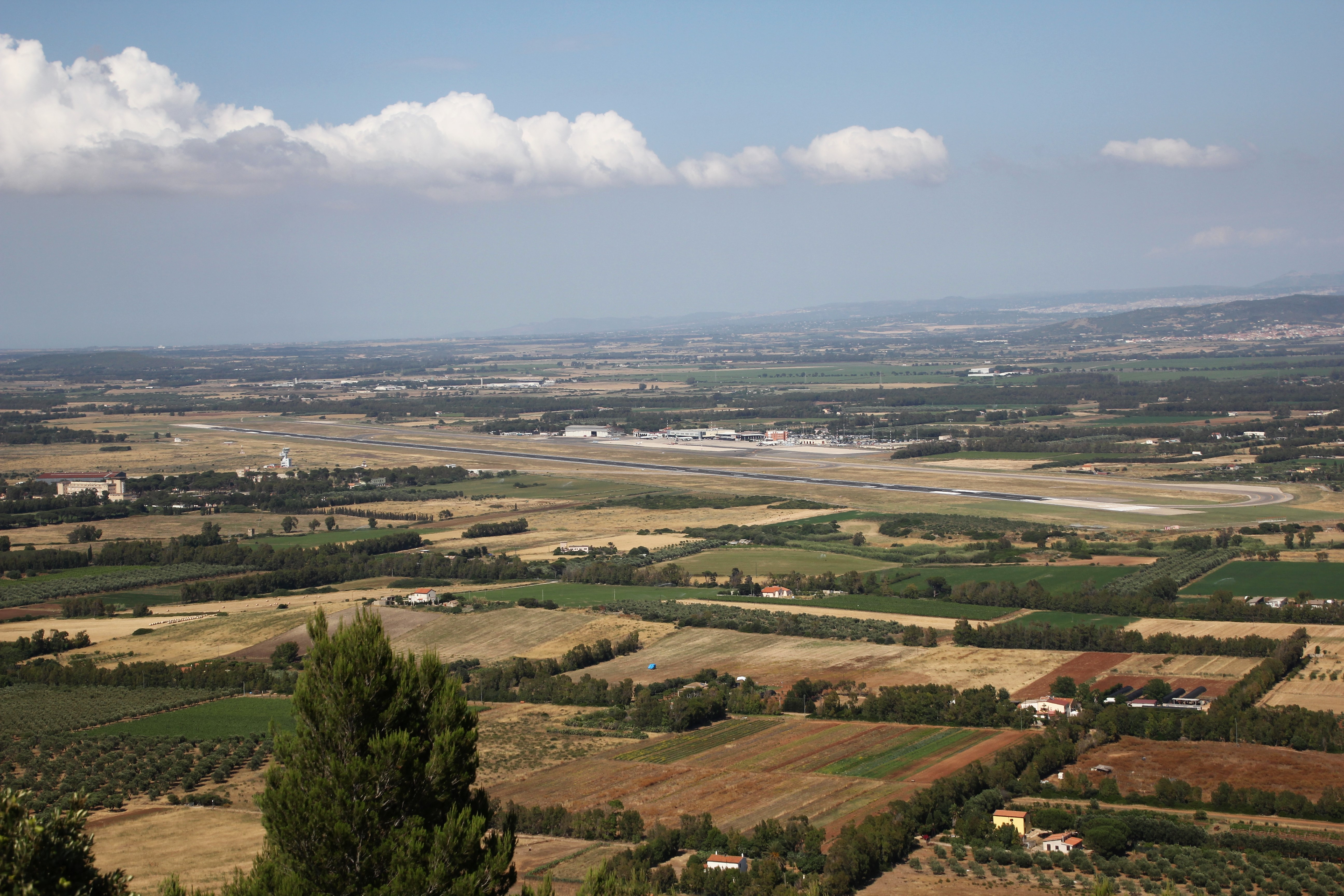
Foto de la región

Nurra nombre de una pequeña región en el extremo noroeste de la isla de Cerdeña, Italia.

## Características generales
La Nurra (cuyo nombre parece derivar de nurere, nurrire, nutrir) es una llana región agrícola situada en el cuadrilátero comprendido entre Alguer, Sassari, Puerto Torres y Stintino, entre el Golfo de Asinara al noreste, el Mar de Cerdeña al oeste, el río Mannu al este y los relieves de Logudoro al sudeste. La Nurra se encuentra íntegramente en la provincia de Sassari.

## Geografía humana
La región cuenta con aproximadamente 35 000 habitantes localizados en centros pequeños que son fracciones de la comuna de Sassari, tales como Tottubella, , Argentiera y Canaglia, así como de la comuna de Alguer como Fertilia y Santa María la Palma y de la comuna de Stintino como Pozzo San Nicola.

## Infraestructura
La región es atravesada por la superstrada (autovía) Sassari-Alguer, teniendo entre otros el aeropuerto de Alguer-Riviera del Corallo.

## Economía
Alguer (ciudad de habla catalana) y Porto Torres, ciudades, poseen atractivos turísticos. Otras actividades son la pesca y la agricultura de vides, cereales, frutales y ganadería en pequeñas parcelas.
- Datos: Q599939